# Noailhac (Tarn)
Noailhac is een gemeente in het Franse departement Tarn (regio Occitanie) en telt 712 inwoners (1999). De plaats maakt deel uit van het arrondissement Castres.
Noailhac ligt op de rand van het Park National de Haut Languedoc.
In Noailhac en omgeving zijn een aantal châteaus te bezichtigen, waaronder Château de Roqueperlic. Alle châteaus zijn nog steeds bewoond.

## Geografie
De oppervlakte van Noailhac bedraagt 21,0 km², de bevolkingsdichtheid is 33,9 inwoners per km².

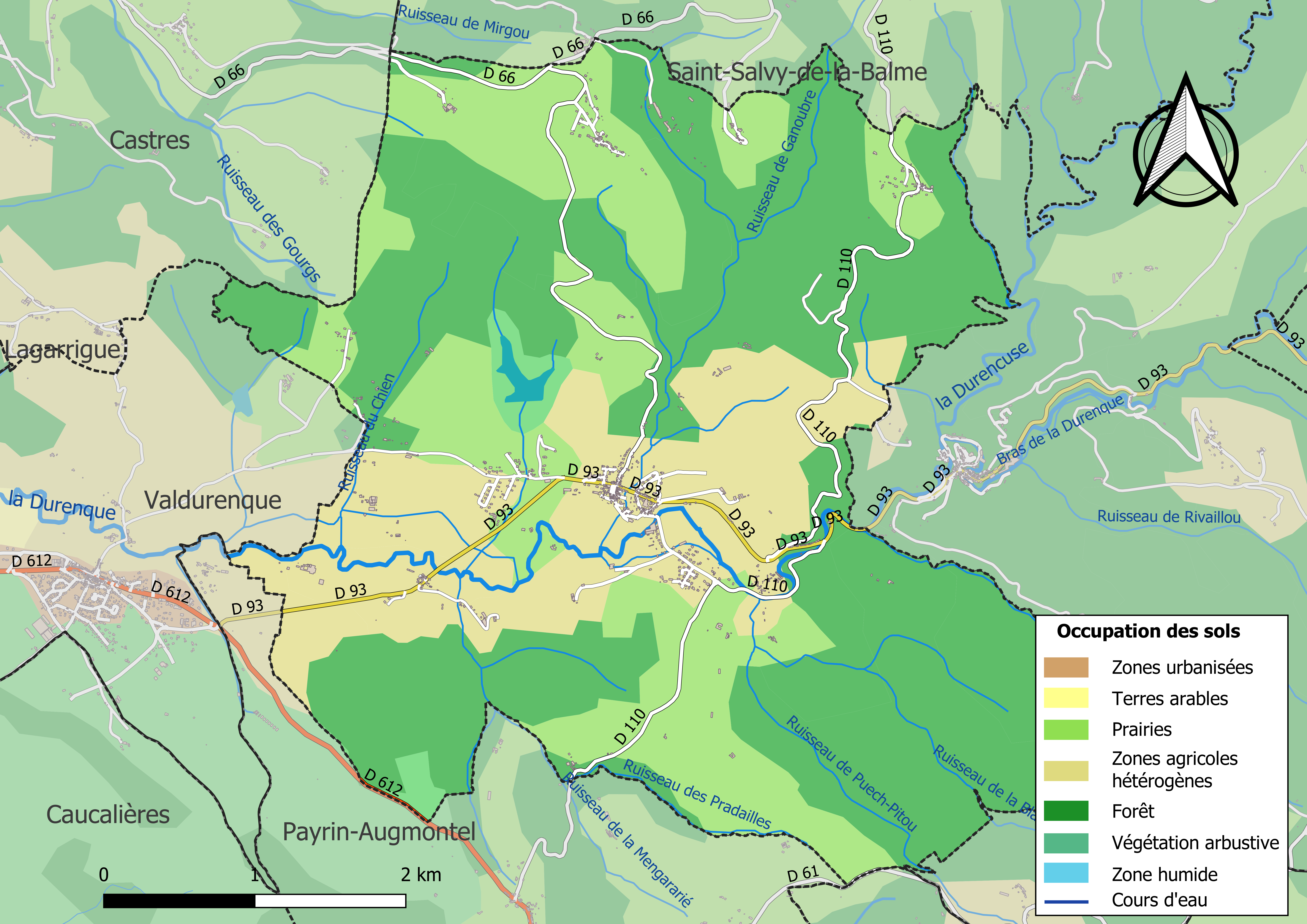
Kaart van de gemeente met de belangrijkste infrastructuur, bodemgebruik en omliggende gemeenten

## Demografie
Onderstaande figuur toont het verloop van het inwonertal (bron: INSEE-tellingen).